# L'Ambròs Vell
l'Ambròs Vell és una masia al nord-est del terme municipal de Balsareny (Bages) inclosa en l'Inventari del Patrimoni Arquitectònic de Catalunya, a 100 m de la qual es troba la capella de sant Ambròs.

## Masia
És una masia d'estructura rectangular amb el carener paral·lel a la façana. L'edifici és de tres plantes: la baixa centrada per un gran portal d'entrada adovellat; al pis principal hi dominen dues grans finestres adovellades, i a les golfes tres finestres de petites dimensions. Al cantó de migdia té un annex, cobert a dues aigües, de dues plantes, que serveix d'assecador o pallissa. Al darrere hi ha una gran cisterna. El mas és tancat pel cantó de davant per un portal d'arc rebaixat, testimoni de la lliça. Molts panys de paret són de tàpia L'estructura actual del mas es deu a les modificacions que s'hi van fer al llarg dels segles xvii i xviii, sobretot en relació amb l'expansió del conreu de la vinya. A la dècada dels 1970 es van fer construccions noves (coberts i corts) a la lliça.

## Capella de Sant Ambròs
Pedró prismàtic format per lloses picades regulars, omplert fins a la base de la fornícula, cobert amb una llosa i coronat amb una pedra on hi ha restes d'una creu que s'hi aixecava. Façana composta pel pla constructiu i una obertura, de tipus finestra, amb ampit de pedra, muntants, dues mènsules i un arc de mig punt format per una llinda retallada formant arcada de mig punt. Aquesta finestra està protegida per una reixa de ferro forjat. Al darrere, a mitjana alçada, a la pedra que fa de volta a la fornícula, hi ha gravada una inscripció, segons la qual la capella data del 1804. La inscripció conté el text següent: Lo Ilm. Bisbe de Vich consedi, a tots los que diran un Pare Nostre i un acte de contrició guanyaran 40 dies de pardó.